# Vârtănești
Vârtănești falu Romániában, Fehér megyében. Közigazgatásilag Alsóvidra községhez tartozik.

## Fekvése
Aranyosponor mellett fekvő település.

## Története
Vârtăneşti korábban Aranyosponor része volt. 1956 körül vált külön településsé 78 lakossal. 1966-ban 67, 1977-ben 71, 1992-ben 55, a 2002-es népszámláláskor 62 román lakosa volt.